# Wilhelm Blaindorfer

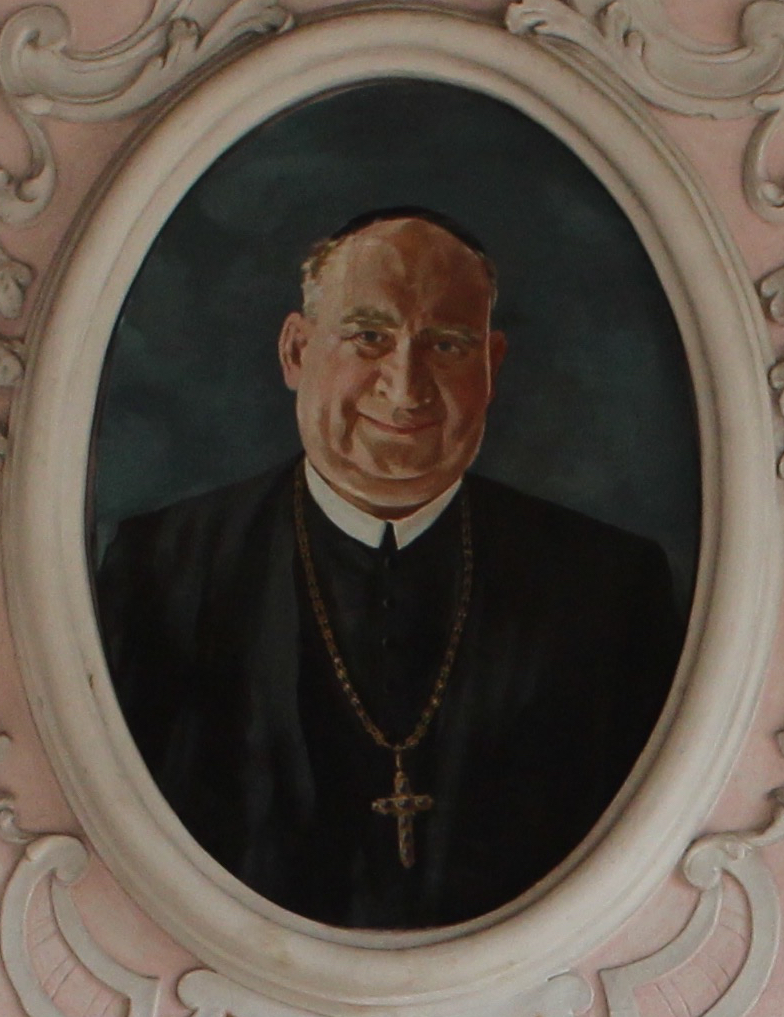
Abt Wilhelm Blaindorfer, Porträt in der Äbtegalerie im Prälatensaal des Stiftes St. Lambrecht

Wilhelm Blaindorfer OSB (* 5. August 1905 in Gradačac, Bosnien–Herzegowina; † 24. Februar 1977) war ein österreichischer Benediktiner, der von 1939 bis zu seinem Tod im Jahre 1977 Abt der Abtei St. Lambrecht war. Da mit Wilhelm Zöhrer einige Jahre zuvor bereits ein Abt mit dem Ordensnamen Wilhelm im Amt war, wurde Blaindorfer auch oftmals als Wilhelm II. geschrieben.

## Biografie
Blaindorfer wurde auf den Namen Adrian getauft.  1926 legte der damals 21-Jährige die  Profess ab; sein Theologiestudium absolvierte er an der Universität Salzburg. Die Priesterweihe Blaindorfers erfolgte 1930, woraufhin dieser als Kaplan in Weißkirchen und Mariazell, sowie später als Superior, Dechant und Pfarrvikar in der Basilika von Mariazell tätig war. Nachdem die Abtei St. Lambrecht im Zuge des Anschlusses Österreichs 1938 durch die Regierung aufgehoben wurde und der bisherige Abt Viktorin Weyer, der mit dem Konvent nach Mariazell gezogen war, 1939 72-jährig verstarb, wurde der damals 34-jährige Blaindorfer im November 1939 durch Papst Pius XII. zum Abt von St. Lambrecht mit Sitz in Mariazell ernannt und am 28. Jänner 1940 in aller Stille im Grazer Dom benediziert.
Krankheitshalber musste er allerdings 1964 – zu diesem Zeitpunkt erst 58-jährig – resignieren, woraufhin Maximilian Aichern im Mai 1964 zum Koadjutor regiminis gewählt wurde. Als Beichtvater verbrachte Blaindorfer seine letzten Jahre in der Wallfahrtskirche Frauenberg an der Enns in der Ortschaft Frauenberg bei Admont (heute ein Teil der Gemeinde Ardning), verblieb allerdings weiterhin offiziell noch als Abt der Abtei St. Lambrecht. Nach seinem Tod übernahm der bisherige Abt-Koadjutor Maximilian Aichern das Amt des regierenden Abtes.